# Gal·lurès

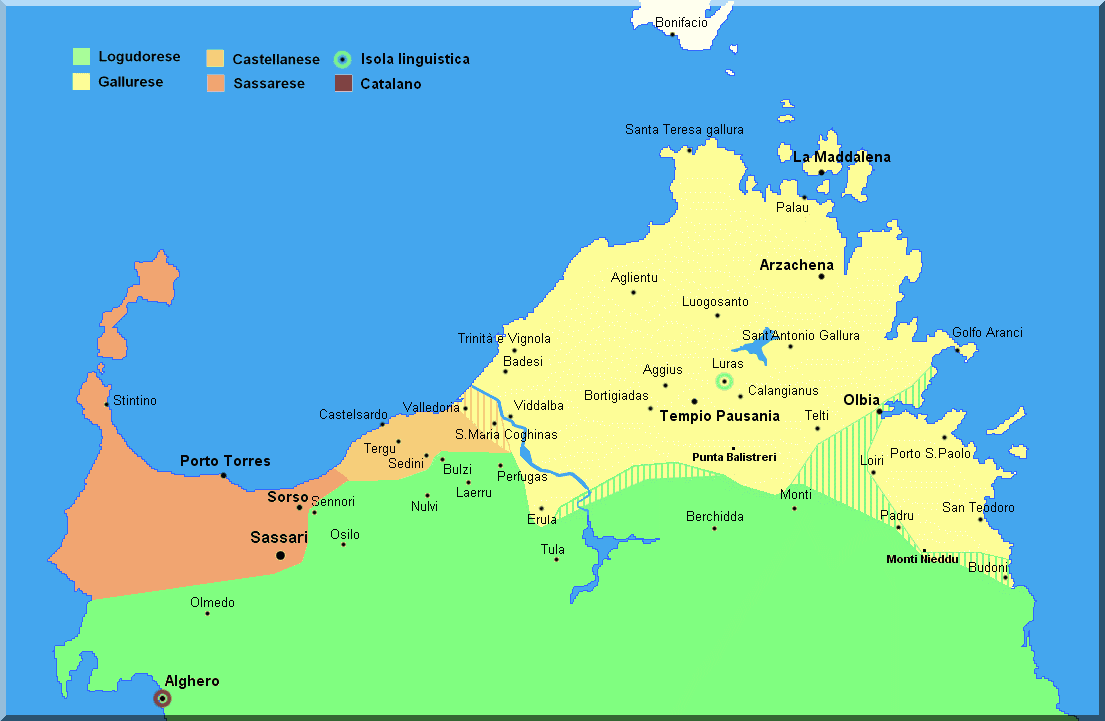
En groc, la zona on es parla el dialecte gal·lurès

El gal·lurès o gal·lurés (en llengua sarda, gadduresu) és, segons la majoria dels lingüistes, un dialecte del cors influenciat per la llengua sarda que es parla a la zona més septentrional de l'illa de Sardenya, al costat de l'estret que separa Sardenya de Còrsega. Segons altres lingüistes, tanmateix, per raons geogràfiques, lingüístiques i històriques, és més aviat un dialecte del sard o un idioma de transició, com el sasserès. Es parla als següents municipis de les províncies de Sàsser: Tempio Pausania, La Maddalena, Arzachena, Calangianus, Aggius, Bortigiadas, Santa Teresa Gallura, Luogosanto, Palau, Aglientu, Trinità d'Agultu e Vignola, Telti, Golfo Aranci, Santa Maria Coghinas (SS), Badesi, Viddalba (SS), Sant'Antonio di Gallura, Loiri Porto San Paolo, San Teodoro e Erula (SS) i en part dels de Valledoria (SS), Perfugas, Padru i Budoni.

## Exemple de text en gal·lurès
La più bedda di Gaddura (Nostra Signora di Locusantu, Regina di Gaddura) de Ciccheddu Mannoni:

(de la pàgina de l'Accademia della Lingua Gallurese)
| Gal·lurès | Italià | Sard central |
| --- | --- | --- |
| Tu se' nata par incantu diliziosa elmosùra la meddu di Locusantu la più bedda di Gaddura. Se' bedda chi dugna cori s'innammurigghja di te pa l'occhj mei un fiori ed è la meddu chi c'è. E socu vecchju canutu e socu a tempu passendi parò sempri burrulendi comu m'eti cunnisciutu Cantu campu decu fà sempri onori a Locusantu ch'è la tarra di l'incantu di ca' veni a istragnà. La Patrona di Gaddura l'emu noi in Locusantu incurunata da lu cantu cussì bedda criatura. | Tu sei nata per incanto deliziosa bellezza la migliore di Luogosanto la piu bella di Gallura. Sei (tanto) bella che ogni cuore s'innamora di te Per i miei occhi (sei) un fiore sei la migliore che c'è. Sono vecchio canuto e il mio tempo stà passando però sto sempre scherzando come (quando) m'avete conosciuto. Per quanto campo devo fare sempre onore a Luogosanto perché è la terra dell'incanto per chi la viene a visitare. La Patrona di Gallura l'abbiamo noi a Luogosanto incoronata dal canto così bella creatura. | Tue ses naschida pro incantu delitziosa ermosura sa menzus de Logusantu sa prus bella de Gallura. Ses bella gai chi donzi coro s'innamorat de a tie pro sos ogros meos unu frore e ses sa menzus chi ch'est. E seo betzu e pili canu e su tempus meu est colande però seo semper brullande comente m'azis connottu. Pro cantu bivo appo a dèpper' fàghere semper onore a Logusantu chi est sa terra 'e s'incantu de chie benit a istranzare. Sa patrona de Gallura dda tenimus nos in Logusantu coronada dae su cantu gasi bella creadura. |